# Jeanne de Castro
 (juin 2022).
Jeanne de Castro, née vers 1410 et morte le 14 février 1479 à Lisbonne est la troisième dame de Cadaval et de Peral, étant la fille et l'héritière de Jean de Castro, deuxième seigneur de Cadaval et de Peral, et de son épouse Leonor de Acuña y Girón[réf. nécessaire].
Sa sépulture se trouve au Couvent des Carmes de Lisbonne[réf. nécessaire].

## Mariage et descendance
Elle est mariée le 28 décembre 1429 avec Ferdinand I, deuxième duc de Bragance, dont il y eut neuf enfants.
Ferdinand II, 3e duc de Bragance (vers 1430-1483), succède à son père à la tête de la maison de Bragance.
Jean de Bragance y Castro, 1er marquis de Montemor-o-Novo (vers 1430-1484), n'a laissé aucune descendance.
Alphonse de Braganc est 1er comte de Faro et 2e comte d'Odemira (vers 1435-1483).
Alvaro de Castro est 4e seigneur de Cadaval et Peral, 1er seigneur de Tentúgal, Póvoa et Buarcos, 5e seigneur de Ferreira de Aves jure uxoris, 4e seigneur d'Arega jure uxoris et 2e seigneur de Quinta de Água de Peixes jure uxoris (vers 1440-1504)[réf. nécessaire].
Béatrice de Bragance devient marquise de Vila Real par son mariage avec D. Pedro de Menezes.
Guiomar de Bragance est comtesse de Viana (de l'Alentejo), comtesse de Viana (de Foz do Lima), comtesse de Valença et comtesse de Loulé par son mariage avec D. Henrique de Meneses.
Antoine, Isabelle et Catherine de Bragance, décèdent en bas âge ou dans l'enfance.